# Hemigrammus microstomus
Hemigrammus microstomus är en fiskart som beskrevs av Durbin, 1918. Hemigrammus microstomus ingår i släktet Hemigrammus och familjen Characidae. Inga underarter finns listade i Catalogue of Life.